# Karl Kotratschek
Karl Rudolf Kotratschek (ur. 24 października 1914 w Wiedniu, zm. 4 lipca 1941) – austriacki lekkoatleta trójskoczek.
Podczas igrzysk olimpijskich w Berlinie (1936) po przejściu eliminacji w finale z wynikiem 13,15 zajął 23. miejsce.
Po Anschlusie Austrii w 1938 reprezentował barwy III Rzeszy (także w meczach międzypaństwowych).
Jako reprezentant III Rzeszy zdobył brązowy medal na mistrzostwach Europy w 1938.
Pięciokrotny mistrz Austrii: trzy tytuły w trójskoku (1935–1937) oraz dwa w skoku w dal (1937 i 1938).
Złoty medalista mistrzostw III Rzeszy w trójskoku (1938).
Czterokrotny rekordzista Austrii w trójskoku:
- 14,43 (8 lipca 1934, Brno)[4]
- 14,57 (28 czerwca 1936, Zagrzeb)[4]
- 14,92 (19 czerwca 1938, Ulm)[4]
- 15,28 (19 lipca 1938, Berlin)[4]

Zmarł w trakcie działań wojennych w Afryce w 1941.

## Rekordy życiowe
- Trójskok – 15,28 (1938) wynik ten był rekordem Austrii do 1974[4]